# Bình Phước
Bình Phước ist eine Provinz (tỉnh) im Südosten Vietnams, die größte im Süden Vietnams. Der Hauptstadt von Binh Phuoc ist derzeit die Stadt Dong Xoai, die ungefähr 121 km über die Autobahnen 13, 14 oder 102 km über die Gemeindestraße 741 von der Stadt Ho Chi Minh entfernt ist. Binh Phuoc gehört zum wirtschaftlichen Schwerpunktgebiet im Süden Vietnams. Mit Kambodscha, darunter die Provinzen Tbong Khnum, Kratie und Mundulkiri, hat Binh Phuoc eine gemeinsame Staatsgrenze mit einer Länge von 240 km. Binh Phuoc ist eine Vorstadt des zentralen Hochlands und wird als Brücke zu diesem und Kambodscha gesehen.

## Bezirke
Bình Phước gliedert sich in 11 Bezirke:
- 8 Landkreise (huyện): Bù Đăng, Bù Đốp, Bù Gia Mập, Chơn Thành, Đồng Phú, Hớn Quản, Lộc Ninh und Phú Riềng
- 2 Städte auf Bezirksebene (thị xã): Bình Long und Phước Long
- 1 Provinzstadt (thành phố trực thuộc tỉnh): Đồng Xoài (Hauptstadt)